# کلی بروک
کلی بروک (به انگلیسی: Kelly Brook) (زاده ۲۳ نوامبر ۱۹۷۹ در روچستر، انگلستان) مدل، هنرپیشه و مجری برنامه‌های تلویزیونی است.
از فیلم‌ها یا برنامه‌های تلویزیونی که وی در آن نقش داشته‌است می‌توان به جزیره بقا، پیرانا سه‌بعدی و ماهیان اشاره کرد.
او در سن ۱۸ سالگی به عنوان مجری برنامه «صبحانه بزرگ» برای شبکه چهار انگلیس کار کرد. بروک درسال ۲۰۰۵ در نظر خواهی مجله FHM به عنوان سکسی‌ترین زن جهان انتخاب شد. در سال ۲۰۱۰، در یک نظرخواهی که از ۲۰۰۰ نفر توسط «Fitness First» انجام شد بروک با ۳۲ درصد آراء به عنوان دارنده بهترین بدن در میان افراد مشهور انتخاب شد. او دارای سینه ۳۲ اینچی و بدن اندازه ی ۸ است.